# موفق عسكر
موفق أسعد عسكر الجبوري  (1937-2011م) سياسي إعلامي عراقي.

## السيرة
ولد عام 1937م، في مدينة الموصل بمنطقة النبي شيت وقد اكمل دراسته الأولية والإعدادية فيها، وتخرج عام 1952 من الدورة التربوية بوظيفة معلم. وفي عام 1958 عين لأول مرة معلماً على ملاك التعليم الابتدائي ومارس التعليم في قرى أطراف الموصل، وفي عام 1959 أصبح مديراً لمدرسة حسن شامي، ولكنه كان قبل ذلك وتحديداً في عام 1953 قد انخرط بالعمل السياسي مع حزب البعث العربي الاشتراكي. فاصبح مسؤول التنظيم الحزبي للموصل عام 1963، وفي هذا العام تم نقله من التعليم بدرجة رئيس ملاحظين كموظف إلى إدارة معمل إسمنت حمام العليل. .
شارك في حركة 8 شباط 1963 التي اطاحت بحكم عبد الكريم قاسم. وبعدها ولأسباب مبهمة استقال من وظيفته في معمل الأسمنت، وبقي كذلك حتى اعيد إلى الوظيفة عام 1967 كمعلم، ولكن عام 1968 اعتبر مستقيلاً بسبب انقطاعه عن وظيفته. وبعد فترة من نفس السنة الغي أمر الاستقالة واعتبر مستمراً بالوظيفة لإنخراطة في صفوف المقاومة الفلسطينية ضمن قوات الصاعقة. وفي عام 1970 اختلف مع القيادة عندما داهمت مجموعة من رجال الأمن يقودهم ناظم كزار المقر الذي يشغله ببغداد، فترك العراق متجهاً إلى سورية وفيها تم اعتقاله بعد فترة قصيرة اثر الانقلاب الذي قاده حافظ الأسد ضد حكومة نور الدين الأتاسي ثم أطلق سراحه، ولكنه بقي تحت الإقامة الجبرية حتى عام 1972، حيث تمكن من مغادرة سوريا عن طريق سنجار - البعاج ودخل إلى العراق رغم انه كان قد حكم بالإعدام بالعراق. ولكن يبدوا عند وصوله الغي قرار الإعدام.
دخل كلية القانون والسياسية في الجامعة المستنصرية وتخرج منها عام 1976. كما انظم إلى كلية الدفاع الوطني في جامعة البكر للدراسات العسكرية العليا وتخرج فيها عام 1986. وانتخب عضواً في المجلس الوطني لدورته الخامسة عام 1996. انجز مشروع اضخم مجمع طباعي في بغداد بمنطقة باب المعظم. شغل عدد من المناصب في وزارة الثقافة والإعلام، وترأس تحرير عدد من المجلات، كما كان له الدور الكبير في إقامة عدد من معارض الكتب الدولية.

## الحالة الشخصية
ان موفق أسعد عسكر ينحدر من بيت مشيخة تعود جذوره إلى قبيلة الجبور التي يرأسها الشيخ مجبل الوكاع، وله نفوذ عشائري في القرى الواقعة في ناحية الشورة جنوب الموصل متزوج وله أربعة أولاد وهم كل من مثنى، صعب، ميسر، قتيبة، وخالد.

## الوظائف التي شغلها
- معاون مدير عام وكالة الأنباء العراقية عام 1973.
- مدير عام دار الحرية للطباعة عام 1974.
- مدير عام الدار الوطنية للتوزيع والنشر والإعلان عام 1981.
- عضو المجلس الوطني (الدورة الخامسة) 1996-2000.
- ترأس لجنة شؤون الثقافة والتربية والطلبة والشباب خلال عضويته في المجلس الوطني.
- رئيس تحرير مجلة الطباعة.
- رئيس تحرير مجلة الإعلان.
- سكرتير تحرير مجلة التراث العربي الإسلامي.[6]

## مؤلفاته
- الإعلام والحرب العراقية الإيرانية (1986).[7]
- الإعلام والقادسية (مخطوط).
- معجم الرافدين إنكليزي - عربي بالاشتراك مع عدد من الباحثين (1986).[8]

كما نشرت له عشرات المقالات السياسية في الصحف المحلية والعربية.

## وفاته
توفي الكاتب السياسي والإعلامي موفق أسعد عسكر بداره في بغداد صباح يوم الخميس 2011/6/9 وتم تشييعه إلى مثواه الأخير حيث وري جثمانه الثرى في مقبرة وادي عكاب في الموصل عصر نفس اليوم. وقد نعته الكثير من الشخصيات والصحف والمواقع.